# 馬廷勷
馬廷勷（1889年—1929年），字少翰，回族，甘肅省西鄉莫尼溝大河家人，人称三少君，馬家軍成員。

## 生平

### 反張廣建
1903年，馬廷勷中秀才，1909年成为贡生。历任凉州镇总兵、凉州镇守使等职。
马廷勷任总统府侍卫武官期间，同革命党人蓝天蔚交好。馬廷勷对张广建排挤打击父親马安良十分不满，蓝天蔚劝其响应孙中山的护法主张，返回甘肃通过起义推翻张广建，并介绍其认识甘肃护法运动领导人、甘肃法政专门学校校长蔡大愚。
马廷勷回到兰州后，同蔡大愚等人商定，派师世昌赴广州拜见孙中山，以同护法军政府建立联系，并在甘肃省立法政专门学校设总部，通过该校教导主任赵学普、在新建右军中任职郑瑞青，秘密联系驻临洮的新建右军中的青年军官焦桐琴、胡登云等人，策划起义，以新建右军、马安良的西军、马廷勷在循化召集的撒拉族武装为主，组成护法军，再由甘肃法政专门学校教员杨希尧赴循化隆务寺组织藏族武装策应，定于冬至在临洮起义，占领临洮后再攻占兰州，驱逐张广建，宣布甘肃独立。但事机提前泄露，马安良、马廷勷父子又认为起义难以成功，改采观望态度，故赵学普、焦桐琴等刚发动起义即遭镇压而失败，赵学普等人被杀。起义失败后，张广建知道马安良、马廷勷父子参与起义，但未追究，并呈准任命马廷勷为凉州镇守使。

### 反冯玉祥
民国15年（1926年），任国民军暂编第二十七师师长。冯玉祥在南口与奉军作战时，马廷勷派其弟马廷贤旅前往参战。此战冯军不利，马廷贤随国民军回甘。后马廷勷与马麒联合奉系张作霖反冯，於是张作霖委马廷勷为甘肃省省长。
民国17年（1928年）马仲英河州举旗反冯，适值马廷勷为叔父馬國良奔丧到大河家，国民军刘郁芬部怀疑马廷勷是马仲英的幕后策划者，并生翦除之心。
民国17年（1928年）冯玉祥电调马廷勷为第二集团军总司令部顾问，派戴靖宇为凉州镇守使。后来马廷勷在马麒的支持下反扑国民军，攻破凉州，又攻打永登，图谋攻取兰州，被国民军孙连仲擊退。史称凉州事变。馬廷勷只好经青海、甘南逃往四川成都。经四川军阀邓锡侯师长马育之疏通，馬廷勷在南京面见蒋介石。
民国18年（1929年）6月，蒋与冯关系破裂，蒋利用马联络西北回族反冯力量，便任命马廷勷为第十五路军总指挥，马廷贤为第一纵队司令，马仲英为第二纵队司令。同年冬，蒋介石撤销第十五路军总指挥部，调马廷勷为总司令部上将参议。冯玉祥侦悉后，将马廷勷诱捕于鄭州站，在焦作活埋。

## 家庭
马廷勷是馬占鰲之孫，马安良第三子，馬廷賢之兄。